# Denkmalensemble Haus Heilenbecke
Das Haus Heilenbecke ist ein denkmalgeschütztes Ensemble von drei Häusern mit der postalischen Anschrift Heilenbecker Straße 42, 46 und 46a und der dazugehörigen Gartenanlage im Heilenbecker Bachtal im Ennepetaler Ortsteil Milspe. Es besteht aus dem Bürgerhaus Haus Heilenbecke (Nr. 42), einem Fuhrmannshaus (Nr. 46) und einem Arbeiterwohnhaus (Nr. 46a).

## Beschreibung

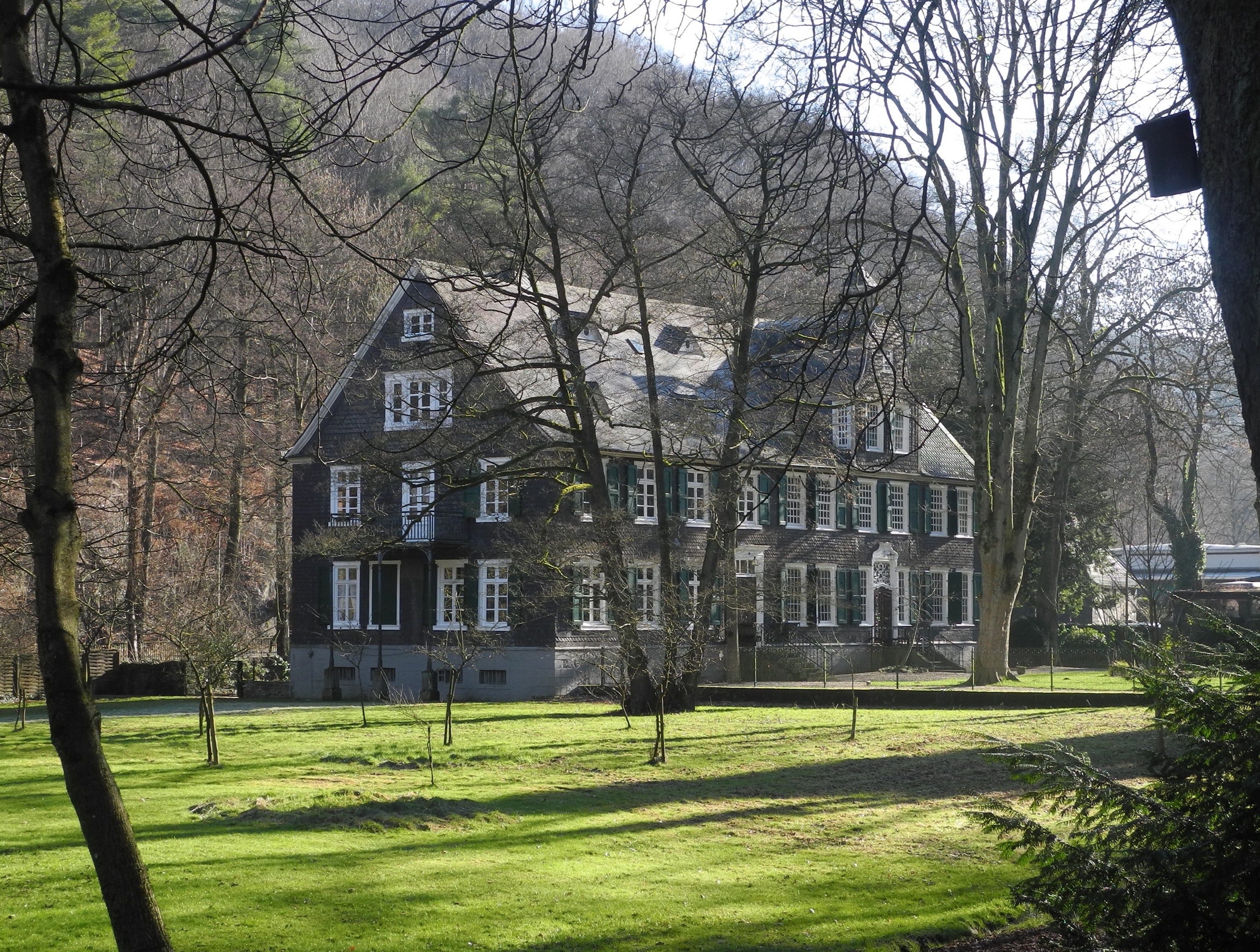
Herrenhaus

### Haus Heilenbecke
Haus Heilenbecke wurde laut einer Schieferinschrift im Jahr 1784/85 im Stil des Bergischen Rokoko errichtet. Baumeister war ein Eberhard Haarmann aus Breckerfeld. Bauherr war der Hammerwerksbesitzer Johann Peter Heilenbeck, der zugleich als Rezeptor eingesetzt war. Das Haus besitzt ursprünglich einen quadratischen Grundriss und besitzt zur Straße und zur Gartenseite jeweils einen ausgerichteten geschweiften Mittelgiebel.
1830/40 wurde das Haus nach Norden hin erweitert, wobei die Erweiterung sich stilistisch an dem Ursprungsbau orientierte, aber nicht so prachtvoll ausgeführt wurde. Zur Straßenseite befindet sich im Giebel eine Ladeluke mit Ladebaum und seitliche Fenster. Der Hauseingang mit einer geschnitzten Haustür, verzierten Oberlicht und seitlichen Dielenfenstern ist prachtvoll gestaltet und befindet sich zum Garten hin, der früher als Bleichwiese genutzt wurde.
Sechs Fensterachsen mit ursprünglichen Holzsprossenfenster mit bergisch-grünen Schlagläden weisen zum Garten hin. Die Eingangsdiele, Stuckdecken und Mobiliar sind aus dem späten 18. Jahrhundert erhalten und zeigen den Charakter eines sehr gut erhaltenen und gepflegten wohlhabenden Bürgerhauses auf.

### Fuhrmannshaus

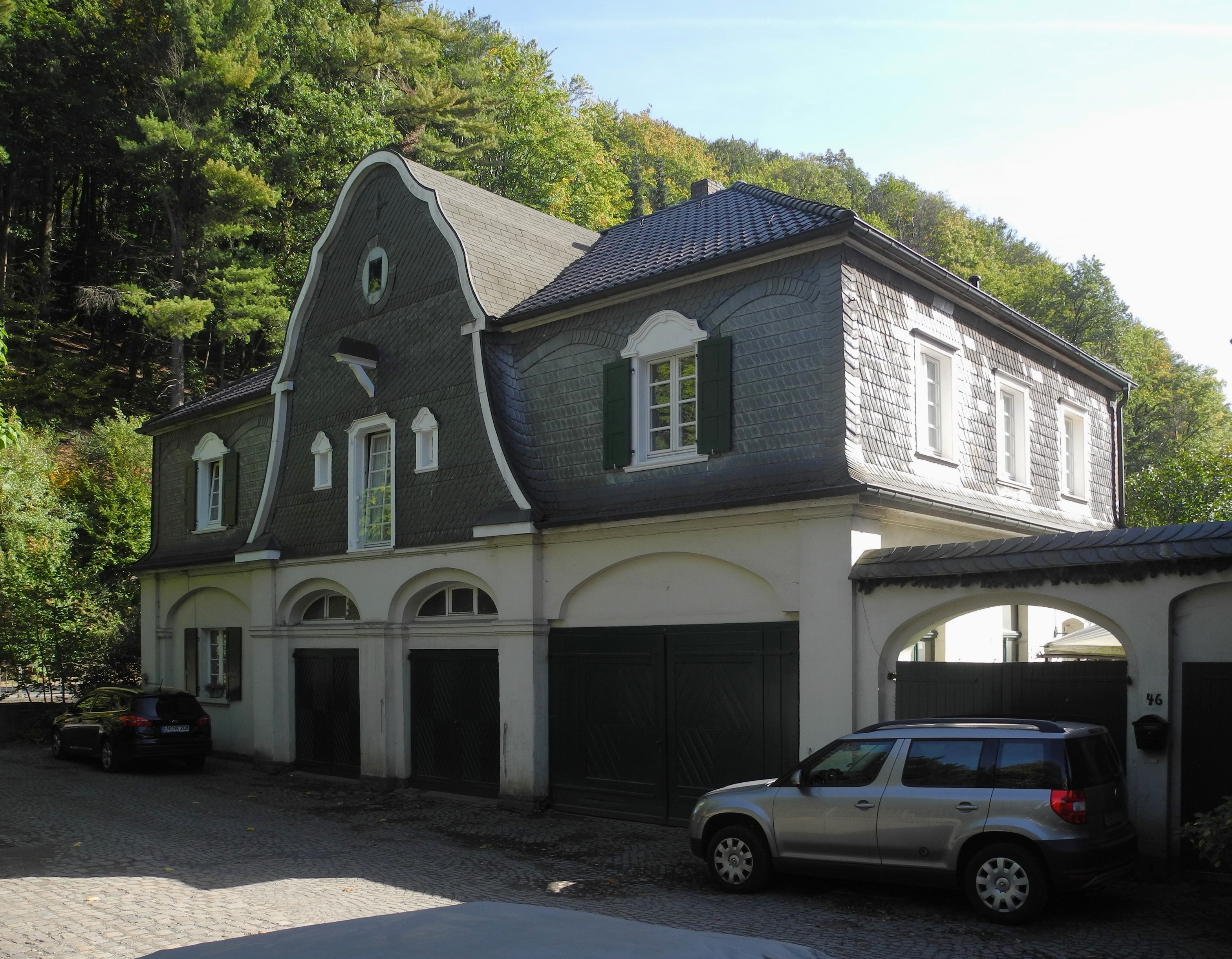
Remise

Südlich des Hauptgebäudes wurde anstelle eines alten Reckhammers 1919 ein Fuhrmannshaus mit Mansarddach, geschweifter Mittelgaube und Sprossenfenstern errichtet. Verantwortlich für die Bauausführung war der Architekt Peter Nau.

### Arbeiterwohnhaus
Das neben dem Fuhrmannshaus stehende Arbeiterwohnhaus ist ein schlichtes Fachwerk- und Schieferhaus aus dem 19. Jahrhundert. Es wurde für Arbeiterschaft der benachbarten Firmen Franz Hesterberg und Söhne errichtet.

### Gartenanlage
Ebenfalls geschützt ist ein quadratischer, im Barockstil erbauter Gartenteich und ein Gartenpavillon aus dem 18. Jahrhundert mit aus 1738 datierter Wetterfahne.